# Roelf Hofstee Holtrop
Roelf Sietze Hofstee Holtrop (Marum, 3 januari 1926 – Heerenveen, 23 april 2014) was een Nederlands burgemeester.
Hofstee Holtrop begon zijn carrière in het openbaar bestuur in 1947 als volontair op de secretarie van de gemeente Zuidhorn. Daarna werkte hij onder meer als gemeenteambtenaar in Opsterland, Noorddijk en Achtkarspelen.
In 1961 begon Hofstee Holtrop zijn burgemeestersloopbaan in Oosterhesselen. Daarna was hij burgemeester van Coevorden (1970-1974), Haren (1974-1981) en Noordoostpolder (1981-1988). Hij was vervolgens waarnemend
landdrost van het Openbaar Lichaam Zuidelijke IJsselmeerpolders (1988-1996). In 1995 werd hij tot Ridder in de Orde van de Nederlandse Leeuw benoemd; voordien was al hij tot Officier in de Orde van Oranje-Nassau benoemd.
Hofstee Holtrop werd na de Tweede Wereldoorlog lid van de Partij van de Vrijheid en daarna van de VVD.
Hij overleed in 2014 op 88-jarige leeftijd thuis in Heerenveen.